# 智洞
智洞（ちどう、1736年（元文元年）- 1805年12月12日（文化2年10月22日））は、江戸時代中期から後期にかけての浄土真宗本願寺派の学僧。号は桃花房（桃華坊）。諡は応現院。
西本願寺第7代能化職につき、三業帰命説を説いたが、三業惑乱の論争に敗れ、江戸で獄死した。

## 経歴

### 前半生
京都五辻勝満寺に生まれる。京都浄教寺の住職。
幼時は陳善院僧樸に師事した。浄土真宗の教学とともに華厳に通じており、1767年（明和4年）に播磨国の智暹との本尊義争論（明和の法論）で名声を得た。また当時現存していた仏書を西本願寺学林に収め続蔵経（一切経）を編纂している。

### 三業惑乱
1796年（寛政8年）、西本願寺の第7代能化職に就任し、前任の功存が著した『願生帰命弁』を元に三業帰命説（三業安心説、新義）を受け継ぎ広める。
しかしこの説に不審を抱いた安芸の大瀛、河内の道隠など在野の学僧（古義派、正義派）が、智洞を代表とする学林（新義派、三業安心派）を批判した。これは単なる教義論争に止まらず、各地の門徒を巻き込み、流血の大紛争に発展した（三業惑乱）。門主をはじめとする宗門は事態を収拾できず、江戸幕府の京都所司代や寺社奉行が介入するところとなり、1803年（享和3年）4月、京都所司代の命により、二条城で智洞は大瀛・道隠と討論し、同年5月、京都所司代は智洞ら関係者40人を入牢させた。翌1804年（文化元年）1月には江戸に移送され、寺社奉行の取り調べを受けたが、智洞はこのとき罪人として鶤鶏籠に入れられ江戸へ護送されている。5月、論敵の大瀛が獄死する。智洞は1805年（文化2年）4月26日に回心状を提出するが、同年10月22日、八丈島遠流の刑が決まっていた彼は、行刑前に江戸の獄中にて70歳で死去した。
1806年（文化3年）、寺社奉行・脇坂安董は三業帰命説を異安心（異端）と審判し、西本願寺門主の本如もこれを追認して事態は収拾した。西本願寺は教学のトップで門主以上の権力を持っていた能化職を1807年（文化4年）に廃止し、1824年（文政7年）に任期1年の勧学職を置いた。

## 著作
- 『高僧和讃講林』
- 『般舟讃講林』など[2]